# Evan Ndicka
Obite Evan Ndicka (* 20. srpna 1999 Paříž) je profesionální fotbalista z Pobřeží slonoviny, který hraje na pozici středního obránce za italský klub AS Řím a za reprezentaci Pobřeží slonoviny.

## Klubová kariéra
Ndicka je odchovancem akademie Auxerre a za klub debutoval v lednu 2017, když mu bylo 17 let. V klubu strávil následující sezónu a půl, během níž si připsal 14 seniorských startů, než v červenci 2018 přestoupil do bundesligového Eintrachtu Frankfurt.
Rychle se stal důležitým členem prvního týmu a pravidelně nastupoval za klub v lize i Evropské lize.
Byl součástí týmu, který vyhrál Evropskou ligu UEFA 2021/22; ve finále Frankfurt porazil po penaltovém rozstřelu skotský klub Rangers FC. V červnu 2023 Ndicka po pěti sezónách opustil Eintracht, protože mu vypršela smlouva.
Dne 21. června 2023 podepsal Ndicka pětiletou smlouvu s italským AS Řím

## Reprezentační kariéra
Ndicka se narodil ve Francii a v mládežnických kategoriích reprezentoval svou rodnou zem, v roce 2023 se však rozhodl na seniorské úrovni reprezentovat Pobřeží slonoviny.

## Ocenění

### Klubová

#### Eintracht Frankfurt
- Evropská liga UEFA: 2021/22[6][7]

### Individuální
- Nejlepší jedenáctka sezóny Bundesligy: 2021/22[14]